# Oepfershausen
Oepfershausen is een plaats en voormalige gemeente in de Duitse deelstaat Thüringen, en maakt deel uit van de Landkreis Schmalkalden-Meiningen.
Oepfershausen telt  inwoners.
Op 1 januari 2019 ging Oepfershausen op in de gemeente Wasungen.